# José Maria Neves
José Maria Neves, född 1960, är en kapverdiansk politiker. Han var premiärminister i Kap Verde mellan 1 februari 2001 och 22 april 2016 då han efterträddes på posten av Ulisses Correia e Silva.
I oktober 2021 vann José Maria Neves presidentvalet i första omgången den 17 oktober, enligt de första resultaten som publicerades på en officiell webbplats. vann 51,5% av rösterna, en absolut majoritet som var nödvändig för att kunna väljas i första omgången, enligt dessa resultat avseende 97% av vallokalerna.